# Wereldkampioenschap indoor hockey
Het Wereldkampioenschap indoor Hockey is een internationale zaalhockeycompetitie dat wordt georganiseerd door de FIH. Het toernooi vond voor het eerst plaats in 2003 en wordt sindsdien om de vier jaar gehouden.

## Format
De twaalf teams die zich hebben gekwalificeerd worden in de twee groepen verdeeld waarbij de top 2 van elke groep plaatsen zich voor plek 1 t/m 4, terwijl de nummers 3 en 4 zich kwalificeren voor plek 5 t/m 8, en de nummers 5 en 6 plaatsen zich voor plek 9 t/m 12.

## Kwalificatie
De regels voor de kwalificatie zijn bepaald door de Internationale Hockey Federatie. De gekwalificeerde teams bestaan uit het gastland, de continentale kampioen en de laatste wereldranglijst

## Mannen
| Jaar           | Gastland              | Finale     | Finale               | Finale     | Derde plaats | Derde plaats         | Derde plaats     |
| Jaar           | Gastland              | Winnaar    | Uitslag              | Finalist   | Derde plaats | Uitslag              | Vierde plaats    |
| -------------- | --------------------- | ---------- | -------------------- | ---------- | ------------ | -------------------- | ---------------- |
| 2003 (details) | Leipzig, Duitsland    | Duitsland  | 7–1                  | Polen      | Frankrijk    | 8–6                  | Zwitserland      |
| 2007 (details) | Wenen, Oostenrijk     | Duitsland  | 4–1                  | Polen      | Spanje       | 3–1                  | Tsjechië         |
| 2011 (details) | Poznań, Polen         | Duitsland  | 3–2 (na golden goal) | Polen      | Oostenrijk   | 5–0                  | Rusland          |
| 2015 (details) | Leipzig, Duitsland    | Nederland  | 3–2                  | Oostenrijk | Duitsland    | 13–2                 | Iran             |
| 2018 (details) | Berlijn, Duitsland    | Oostenrijk | 3–3 (na strafballen) | Duitsland  | Iran         | 5–0                  | Australië        |
| 2023 (details) | Pretoria, Zuid-Afrika | Oostenrijk | 4–4 (na strafballen) | Nederland  | Iran         | 4–4 (na strafballen) | Verenigde Staten |
| 2025 (details) | Poreč, Kroatië        | Duitsland  | 6–6 (na strafballen) | Oostenrijk |              |                      |                  |

### Succesvolle landen
| Team             | Overwinningen        | Finalist              | Derde plaats   | Vierde plaats |
| ---------------- | -------------------- | --------------------- | -------------- | ------------- |
| Duitsland        | 3 (2003, 2007, 2011) |                       | 1 (2015)       |               |
| Oostenrijk       | 2 (2018, 2023)       | 1 (2015)              | 1 (2011)       |               |
| Nederland        | 1 (2015)             | 1 (2023)              |                |               |
| Polen            |                      | 3 (2003, 2007 , 2011) |                |               |
| Iran             |                      |                       | 2 (2018, 2023) | 1 (2015)      |
| Frankrijk        |                      |                       | 1 (2003)       |               |
| Spanje           |                      |                       | 1 (2007)       |               |
| Zwitserland      |                      |                       |                | 1 (2003)      |
| Tsjechië         |                      |                       |                | 1 (2007)      |
| Rusland          |                      |                       |                | 1 (2011)      |
| Australië        |                      |                       |                | 1 (2018)      |
| Verenigde Staten |                      |                       |                | 1 (2023)      |

## Vrouwen
| Jaar           | Gastland              | Finale    | Finale               | Finale     | Derde plaats | Derde plaats         | Derde plaats  |
| Jaar           | Gastland              | Winnaar   | Uitslag              | Finalist   | Derde plaats | Uitslag              | Vierde plaats |
| -------------- | --------------------- | --------- | -------------------- | ---------- | ------------ | -------------------- | ------------- |
| 2003 (details) | Leipzig, Duitsland    | Duitsland | 5–2                  | Nederland  | Frankrijk    | 3–1                  | Tsjechië      |
| 2007 (details) | Wenen, Oostenrijk     | Nederland | 4–2                  | Spanje     | Duitsland    | 5–2                  | Oekraïne      |
| 2011 (details) | Poznań, Polen         | Duitsland | 4–2                  | Nederland  | Oekraïne     | 4–2                  | Wit-Rusland   |
| 2015 (details) | Leipzig, Duitsland    | Nederland | 1–1 (na strafballen) | Duitsland  | Tsjechië     | 0–0 (na strafballen) | Oostenrijk    |
| 2018 (details) | Berlijn, Duitsland    | Duitsland | 2–1                  | Nederland  | Wit-Rusland  | 2–1                  | Oekraïne      |
| 2023 (details) | Pretoria, Zuid-Afrika | Nederland | 7–0                  | Oostenrijk | Tsjechië     | 3–1                  | Zuid-Afrika   |
| 2025 (details) | Poreč, Kroatië        | Polen     | 1–0                  | Oostenrijk | Tsjechië     | 3–3 (na strafballen) | Duitsland     |

### Succesvolle landen
| Team        | Overwinningen        | Finalist             | Derde plaats   | Vierde plaats  |
| ----------- | -------------------- | -------------------- | -------------- | -------------- |
| Duitsland   | 3 (2003, 2011, 2018) | 1 (2015)             | 1 (2007)       |                |
| Nederland   | 3 (2007, 2015, 2023) | 3 (2003, 2011, 2018) |                |                |
| Spanje      |                      | 1 (2007)             |                |                |
| Oekraïne    |                      |                      | 1 (2011)       | 2 (2007, 2018) |
| Tsjechië    |                      |                      | 2 (2015, 2023) | 1 (2003)       |
| Wit-Rusland |                      |                      | 1 (2018)       | 1 (2011)       |
| Frankrijk   |                      |                      | 1 (2003)       |                |
| Oostenrijk  |                      | 1 (2023)             |                | 1 (2015)       |
| Zuid-Afrika |                      |                      |                | 1 (2023)       |